# シャルム・エル・シェイク国際空港
シャルム・エル・シェイク国際空港（シャルム・エル・シェイクこくさいくうこう、英語：Sharm el-Sheikh International Airport）は、エジプト・アラブ共和国の国際的リゾート地であるシャルム・エル・シェイク近郊にある国際空港。1968年、シナイ半島を占領していたイスラエルによりオフィラ空軍基地として開設された。1979年にエジプト・イスラエル平和条約が締結されイスラエル軍が撤退した後、エジプトにより民間空港として開港された。以後シャルム・エル・シェイクの発展とともに利用者が増加し、2007年に新ターミナルビルが開設された。元のターミナルビルもさらなる利用客増加に対応できるよう拡張工事が行われている。

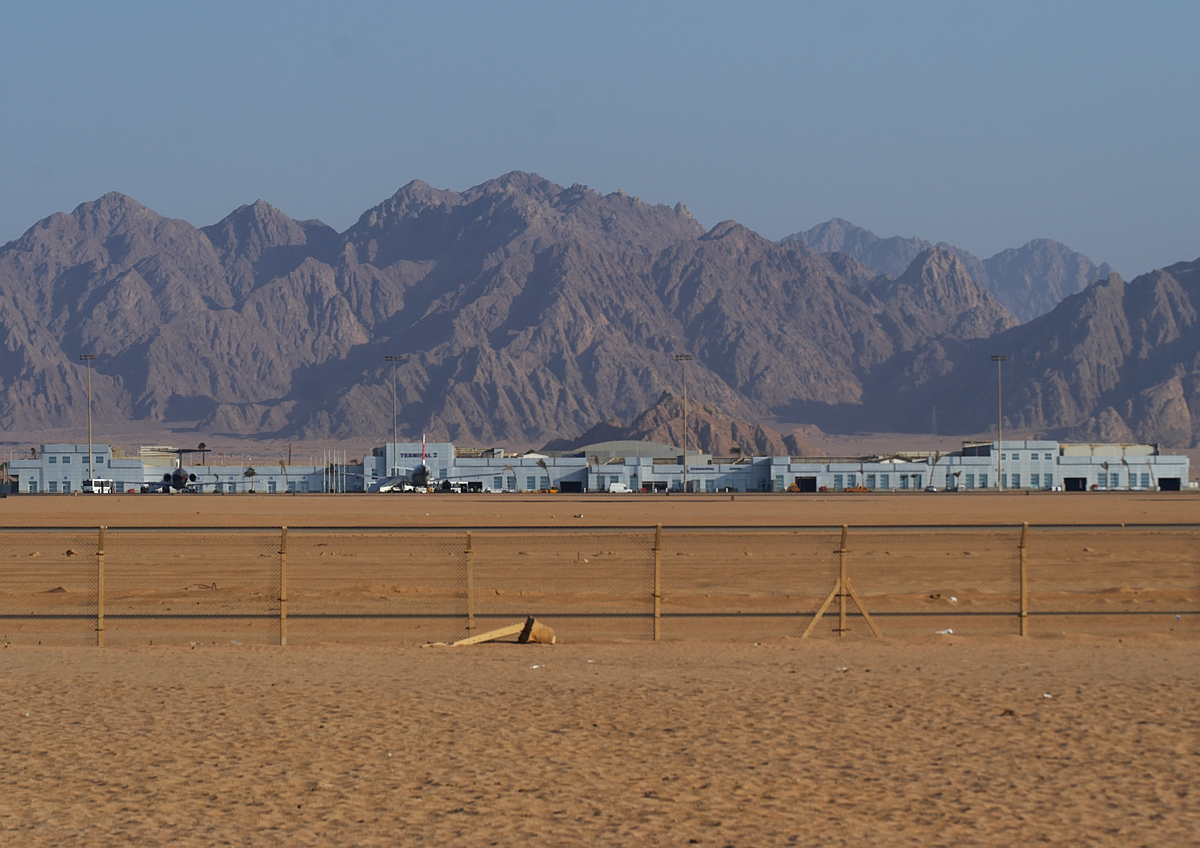

## 就航航空会社と就航都市

### 国際線
近年、温暖な気候と紅海のリゾートと言うことで定期便でなく欧州を中心にバカンス目的のチャーター便の乗り入れが多く、時期や政情により運休、欠航も多い。
| 航空会社                  | 就航地 |
| ------------------------- | --- |
| エジプト航空              | アブダビ国際空港（アブダビ）、キング・アブドゥルアズィーズ国際空港（ジッダ）、クウェート国際空港（クウェート） |
| カイロ航空                | ヘイダル・アリエフ国際空港（バクー）、ビルン空港（ビルン）、コペンハーゲン空港（コペンハーゲン）、en:Katowice International Airport（カトヴィツェ）、en:Prince Nayef bin Abdulaziz Regional Airport（ブライダ）、トビリシ国際空港（トビリシ）、オスロ空港（オスロ） |
| AMC Airlines              | 季節運航 : ミラノ・マルペンサ空港（ミラノ）、トリノ空港（トリノ）、ヴェネツィア・テッセラ空港（ヴェネツィア）、ワルシャワ・ショパン空港（ワルシャワ）、ズヴァルトノッツ国際空港（エレバン）                                                                         |
| Cham Wings Airlines       | ダマスカス国際空港（ダマスカス） |
| イラク航空                | バグダード国際空港（バグダード） |
| クウェート航空            | クウェート国際空港（クウェート） |
| Jazeera Airways           | クウェート国際空港（クウェート） |
| ロイヤル・ヨルダン航空    | （アンマン） |
| Air Arabia Jordan         | クィーンアリア国際空港（アンマン） |
| サウディア                | キング・アブドゥルアズィーズ国際空港（ジッダ）、キング・ハーリド国際空港（リヤド） |
| フライナス                | キング・アブドゥルアズィーズ国際空港（ジッダ）、キング・ハーリド国際空港（リヤド） |
| ターキッシュ エアラインズ | アタテュルク国際空港（イスタンブール） |
| ペガサス航空              | サビハ・ギョクチェン国際空港（イスタンブール） |
| エア・バルティック        | 季節運航 :リガ国際空港（リガ） |
| モルドバ航空              | 季節運航 : キシナウ国際空港（キシナウ） |
| ウクライナ国際航空        | 季節運航 : ドニプロペトロウシク国際空港（ドニプロペトロウシク）、ボリースピリ国際空港（キエフ）、オデッサ国際空港（オデッサ）、リヴィウ国際空港（リヴィウ） |
| Aviatrans Kiev            | 季節運航 : ハルキウ国際空港（ハルキウ） |
| スカンジナビア航空        | 季節運航 : ストックホルム・アーランダ空港（ストックホルム） |
| TUIフライ・ノルディック   | 季節運航 : ヨーテボリ・ランドヴェッテル空港（ヨーテボリ）、マルメ空港（マルメ）、オスロ空港（オスロ）、ストックホルム・アーランダ空港（ストックホルム） |
| ノルウェー・エアシャトル  | 季節運航 : オスロ空港（オスロ） |
| エーゲ航空                | アテネ国際空港（アテネ） |
| Small Planet Airlines     | ベルガモ・オーリオ・アル・セーリオ空港（ベルガモ）、ミラノ・マルペンサ空港（ミラノ）、フィウミチーノ空港（フィウミチーノ） |
| タロム航空                | 季節運航 : アンリ・コアンダ国際空港（ブカレスト） |
| Travel Service            | 季節運航 : en:Brno–Tuřany Airport（ブルノ）、リスト・フェレンツ国際空港（ブダペスト）、en:Leoš Janáček Airport Ostrava（オストラヴァ）、ヴァーツラフ・ハヴェル・プラハ国際空港（プラハ）                                                                            |
| トランサヴィア            | アムステルダム・スキポール空港（アムステルダム） |
| TUIフライ・ネーデルラント | アムステルダム・スキポール空港（アムステルダム） |
| エーデルワイス航空        | チューリッヒ空港（チューリッヒ） |
| オーストリア航空          | ウィーン国際空港（ウィーン） |

### 国内線
| 航空会社                 | 就航地 |
| ------------------------ | --- |
| エジプト航空             | カイロ国際空港（カイロ） |
| エジプト航空エクスプレス | カイロ国際空港（カイロ）、ルクソール国際空港（ルクソール）、ボルグ・エル・アラブ空港（アレクサンドリア）、フルガダ国際空港（フルガダ） |

## 関連事故
- 2004年 フラッシュ航空604便墜落事故

本空港を離陸したボーイング737型機の墜落事故。パイロットの操縦ミス、空間識失調が原因とされる。
- 2015年 メトロジェット航空9268便爆破事件

本空港を離陸したエアバスA321型機のISILによる爆破テロ事件。